# سياسة أمان المحتوى
سياسة أمن المحتوى (بالإنجليزية: Content Security Policy) هي معيار أمني في الحوسبة صُمِّم لمنع هجمات مثل: البرمجة عبر المواقع، وتمويه النقر، وغيرها من هجمات حقن النصوص البرمجية الناتجة عن إقحام محتوى خبيث في صفحة ويب موثوقة. رشحت مجموعة عمل أمن تطبيقات الويب التابعة لرابطة الشبكة العالمية هذه السياسة، وتحظى بدعم واسع من المتصفحات الحديثة. توفّر سياسة أمن المحتوى (CSP) طريقة موحّدة تتيح لأصحاب المواقع تحديد المصادر الموثوقة للمحتوى الذي يُسمح للمتصفح بتحميله داخل الموقع. يشمل ذلك أنواعًا مختلفة من المحتوى مثل: البرمجيات النصية (جافا سكريبت) وأنماط التنسيق (CSS) والإطارات ونصوص عامل الويب [الإنجليزية] المكتوبة بلغة جافا سكريبت والخطوط والصور والعناصر القابلة للتضمين مثل تطبيقات جافا وآكتيف إكس وملفات الصوت والفيديو وميزات أخرى من لغة تأشير النص الترابطي 5.